# 威廉·霍维尔
威廉·希尔顿·霍维尔（William Hilton Hovell 1786年4月26日—1875年11月9日）是一名英格兰探险家，以1824和漢密爾頓·休姆一起进行的休姆和霍维尔探险知名。但因在1853年12月的一次报道中宣称是自己发现了吉朗，而与休姆闹翻。国王河上的威廉·霍维尔水坝是以他的名字命名的。